# BoA THE LIVE “X'mas”
『BoA THE LIVE "X'mas"』(ボア・ザ・ライブ "クリスマス")は韓国の歌手BoAのライブ・ビデオ。

## 解説
ライブ・ビデオとしては2007年発売の『BoA ARENA TOUR 2007 MADE IN TWENTY (20)』以来、約8ヶ月振りとなる。
本作は2007年12月10日から11日にかけて東京国際フォーラムにて行われたクリスマス・ライブの様子を収録しており、生バンドとストリングスの2部構成で披露されている。
本ライブではクリスマスと言うコンセプトに合わせ、「Jingle Bells」「Santa Baby」等のクリスマス・ナンバーのカバー曲も披露されている。

## 収録曲
1. The Christmas Song
2. LOVE LETTER
3. 赤鼻のトナカイ
4. キミのとなりで
5. Winter Love
6. 世界の片隅で
7. First snow
8. Santa Baby
9. DO THE MOTION
10. make a secret
11. flower
12. コノヨノシルシ
13. Diamond Heart
14. Jingle Bells
15. LOSE YOUR MIND
16. With U
17. メリクリ
18. 【Bonus Track】Making of BoA THE LIVE "X'mas"

## 参加ミュージシャン
- BoA：Vocals & Dance

Support Member
- 守尾崇：Band Master & Manipulator & Keyboards
- 高田真：Drums
- 堀川真理夫：Bass
- 山崎淳：Guitar
- 松浦基悦：Keyboards & Chorus
- 中山ユキ：Percussion
- 松岡奈穂美：Chorus
- 須藤美恵子：Chorus
- YUKA：Dance
- LINA：Dance
- SONNY：Dance
- YWKI：Dance
- KO：Dance
- 50：Dance